# Luigi Longobardi (militare)
Luigi Longobardi (Lettere, 22 aprile 1920 – Mar Mediterraneo, 30 settembre 1940) è stato un elettricista imbarcato sul sommergibile Gondar morto per la patria.

## Biografia
Ottavo di tredici figli di due contadini, a 18 anni si recò a Castellammare e si arruolo nella Regia Marina. Venne mandato a La Spezia alle scuole C.R.E.M di San Bartolomeo

### Monumenti dedicati a Luigi Longobardi
- Nella località Fuscoli a Lettere, negli anni '70 fu deliberata la costruzione del suo monumento, fatto poi erigere nell'anno 1993[3].
- Nel 2002, gli fu dedicata la scuola elementare di Lettere Capoluogo[4].